# Melasina liochra
Melasina liochra är en fjärilsart som beskrevs av Edward Meyrick 1908. Melasina liochra ingår i släktet Melasina och familjen säckspinnare. Inga underarter finns listade i Catalogue of Life.